# Брацова (Комо)
Брацова је насеље у Италији у округу Комо, региону Ломбардија.
Према процени из 2011. у насељу је живело 105 становника. Насеље се налази на надморској висини од 721 м.